# Korbeek-Lo
Korbeek-Lo är en ort i Belgien.   Den ligger i provinsen Flamländska Brabant och regionen Flandern, i den centrala delen av landet, 29 km öster om huvudstaden Bryssel. Korbeek-Lo ligger 40 meter över havet och antalet invånare är 3 110.
Terrängen runt Korbeek-Lo är platt. Runt Korbeek-Lo är det tätbefolkat, med 257 invånare per kvadratkilometer.. Närmaste större samhälle är Leuven, 4,8 km väster om Korbeek-Lo. 
Trakten runt Korbeek-Lo består till största delen av jordbruksmark.